# Вулиця Архітектора Олега Петрова (Дніпро)

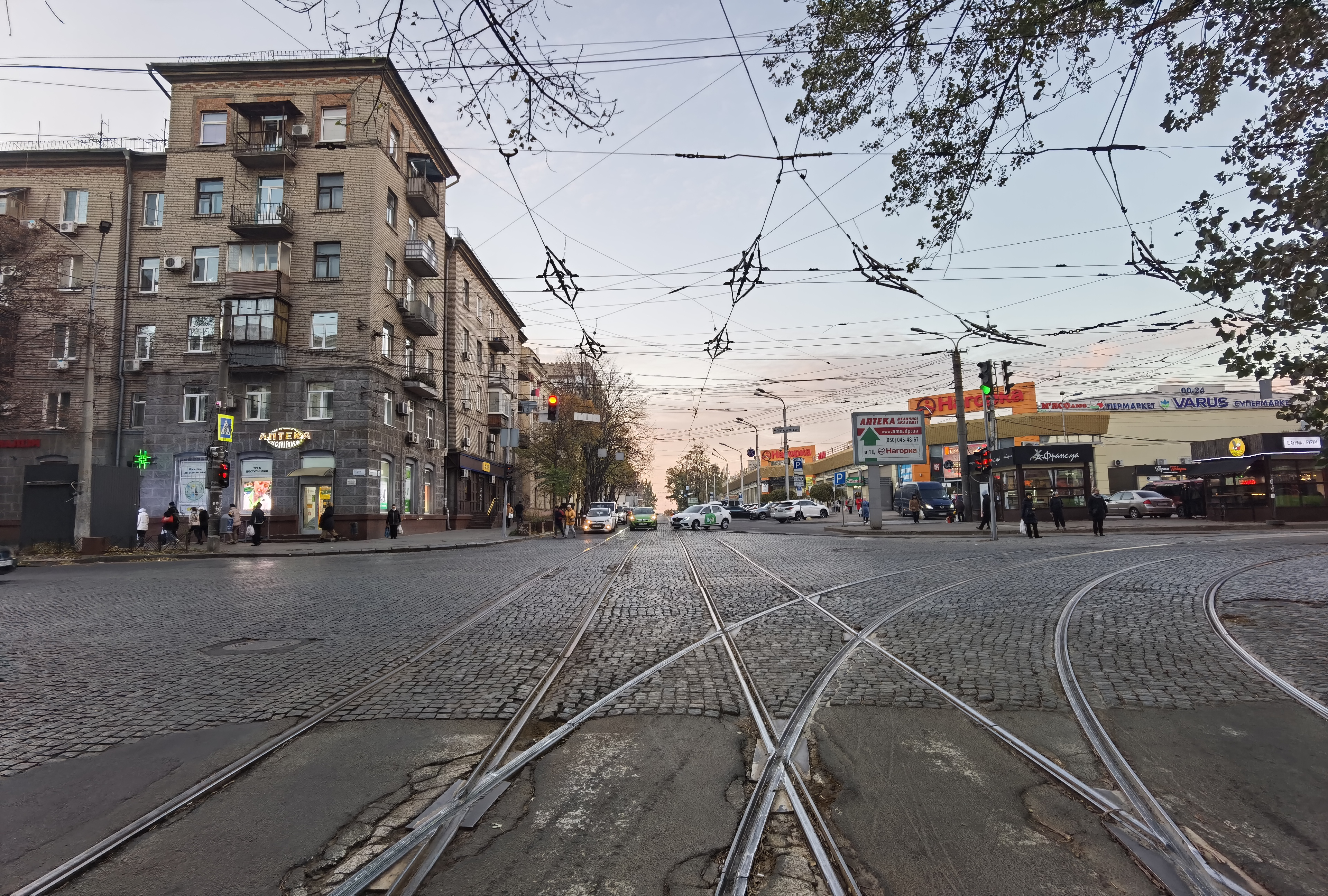
Вул. Архітектора Олега Петрова на перетині з Науковим проспектом

Вулиця Архітектора Олега Петрова знаходиться у Соборному районі міста Дніпро.
Вулиця проходить у нагірному районі міста. Довжина — 1400 метрів. Вулиця тягнеться зі сходу на захід, перетинаючи головний дніпровський пагорб від мандриківського схилу до половицького.

## Опис
Вулиця починається від Спаської вулиці та йде на північний захід. Вона підіймається угору до проспекту Гагаріна; стоїть рівнинна до вулиці Олеся Гончара; йде униз до свого кінця, до краю (Соборної) Гори, — до Довгої балки, якою плине річка Жабокряч.

## Історія

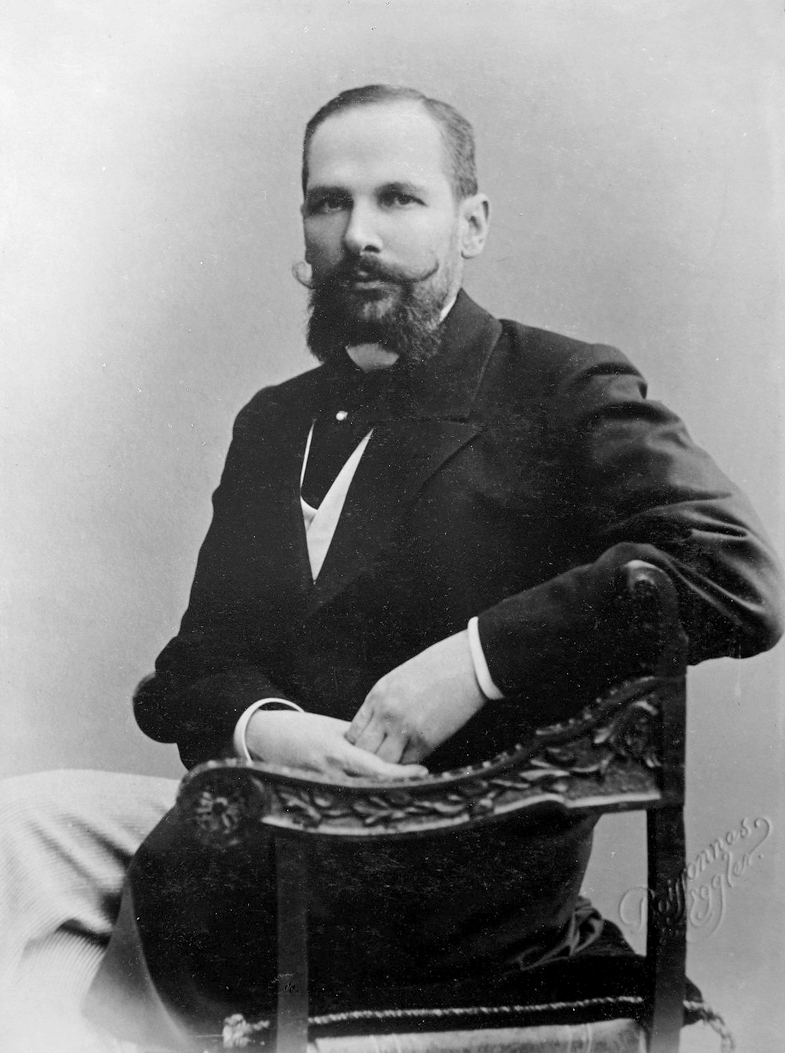
Петро Столипін у 1902 році

у Катеринославська назва — Влучна вулиця (рос. Меткая улица) за розташованими тут військовими таборами.
1911 року Влучну вулицю перейменовано на честь вбитого у Києві російського прем"єр -міністра Петра Столипіна на Столипінську вулицю.

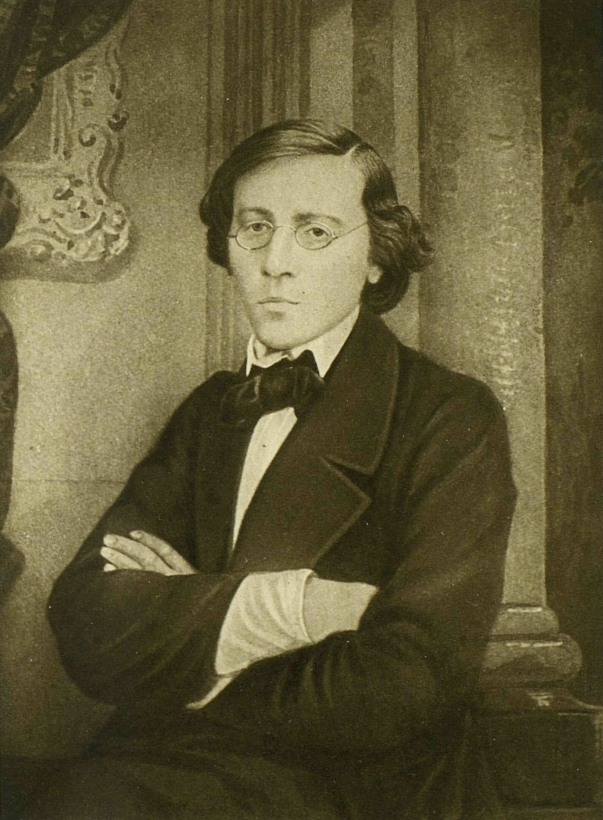
Микола Чернишевський

1923 року вулицю перейменовано на честь російського письменника і публіциста Миколи Чернишевського.

Олег Борисович Петров

2022 року вулицю перейменовано на честь українського радянського архітектора Олега Борисовича Петрова.

## Перехресні вулиці
- вулиця Спаська,
- вулиця Героїв Крут,
- вулиця Бригадна,
- вулиця Севастопольська,
- проспект Науки,
- вулиця Аадеміка Писаржевського,
- вулиця Олеся Гончара,
- вулиця Левка Лук'яненка,
- вулиця Моссаковського,
- вулиця Гоголя.

## Транспорт
Вулицею ходять трамваї:
- № 1 — від Севастопольської вулиці до проспекту Гагаріна,
- № 5, 7 — від Севастопольської вулиці до кінця.

## Будівлі
- № 1б — Гуртожиток зварочного технікуму,
- № 1в — Продуктовий магазин,
- № 2а — колишнє військове містечко № 18,
- № 11 — КП «Південукргеологія»,
- № 23 — Прокуратура Соборного району,
- № 24а — Придніпровська державна академія будівництва та архітектури: 14-поверховий навчальний корпус ПДАБА, Головний корпус Придніпровської державної академії будівництва та архітектури, басейн Будівельної Академії,
- № 27 — ПАТ «Укртелеком».